# Joseph S. Roucek
Joseph Slabey Roucek (cercanías de Praga, 1902-28 de octubre de 1984) fue un escritor y editor estadounidense, de origen centroeuropeo, profesor de Sociología en la Universidad de Bridgeport.
Fue autor de obras como The Working of the Minorities System under the League of Nations (1929), Contemporary Roumania and Her Problems (1932),  The Politics of the Balkans (1939), Twentieth Century Political Thought (1946) o Balkan Politics (1948), entre otras.
También fue editor de la Slavonic Encyclopaedia (1949) y de obras como Our Racial and National Minorities (1937), junto a Francis J. Brown, Introduction to Politics (1941), junto a Roy V. Peel, Contemporary Sociology (1958), Juvenile Delinquency (1958), Sociology of Crime (1961), The Difficult Child (1964) o The Negro Impact on Western Civilization (1971), junto a Thomas Kiernan, entre otras.